# Pohvisztnyevói járás
A Pohvisztnyevói járás (oroszul Похвистневский район) Oroszország egyik járása a Szamarai területen. Székhelye Pohvisztnyevo.

## Népesség
- 1989-ben 32 437 lakosa volt.
- 2002-ben 30 180 lakosa volt, melyből 10 558 orosz (34,98%), 7 016 csuvas (23,25%), 6 596 tatár (21,86%), 5 270 mordvin (17,46%).
- 2010-ben 29 027 lakosa volt, melyből 11 485 orosz (39,7%), 6 357 tatár (22%), 6 062 csuvas (20,9%), 4 344 mordvin (15%).